# HMS Berkeley Castle (K387)
El HMS Berkeley Castle fue una corbeta de la clase Castle de la Marina Real Británica. Construida y puesta en servicio en 1943, escoltó convoyes desde 1944 hasta 1945. Más tarde sirvió como buque de rescate aeronaval hasta que fue puesto en reserva. Sufrió daños irreparables en la inundación del Mar del Norte de 1953 mientras estaba en un dique seco en Sheerness y fue desguazado unos años más tarde. Recibió su nombre del castillo de Berkeley en Gloucestershire.

## Hundimiento
El Berkeley Castle fue reacondicionado en Londres en 1949, antes de regresar a la reserva. En la noche del 31 de enero/1 de febrero de 1953, el Berkeley Castle estaba en dique seco en el astillero naval de Sheerness, Kent, cuando Sheerness sufrió la inundación del Mar del Norte de 1953. La marejada sobrepasó las compuertas del muelle, inundando el dique seco y causando que el Berkeley Castle flotara fuera de sus bloques y volcara. Fue reflotado, pero el daño fue tal que no se podía reparar económicamente y no fue reparado. Fue colocado en la lista de eliminación en 1955. Llegó al astillero de desguace de Thos. W. Ward en Grays, Essex, el 29 de febrero de 1956 para desguace. Antes de su demolición, se utilizó para filmar la comedia Up The Creek como el ficticio HMS Berkeley.